# Explosão de fogos de artifício em Tultepec

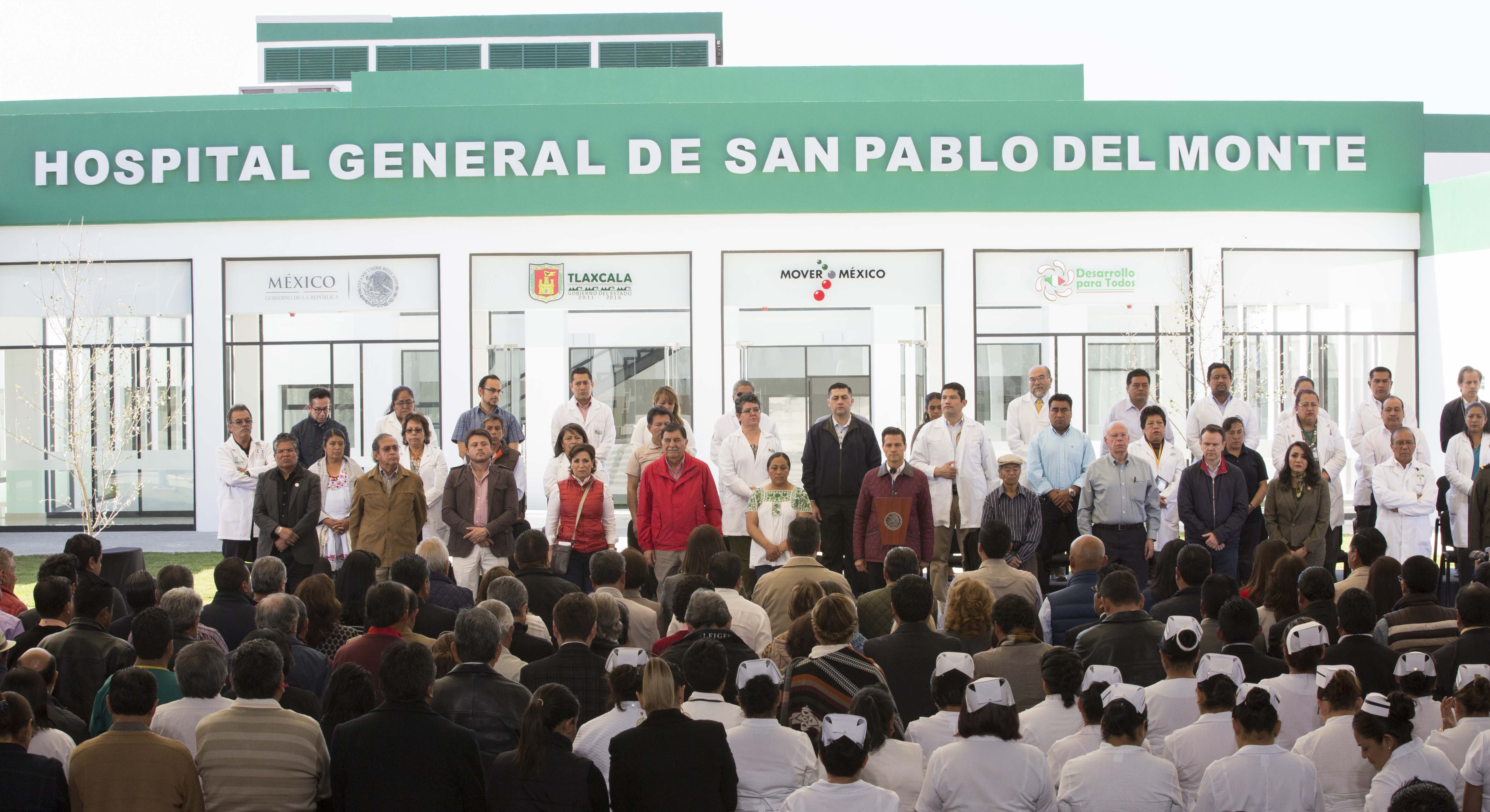
Enrique Peña Nieto, seu gabinete e vários médicos e enfermeiras em um minuto de silêncio durante um evento em San Pablo del Monte, Tlaxcala

Em 20 de dezembro de 2016, ocorreu uma explosão de fogos de artifício no Mercado San Pablito, na cidade de Tultepec, ao norte da Cidade do México. Pelo menos 35 pessoas foram mortas e dezenas de feridos.

## Explosão
A explosão ocorreu aproximadamente às 15h UTC−6 (21h UTC). De acordo com o Secretário de Governo do Edomex, José Manzur Quiroga, 32 pessoas morreram e outras 59 ficaram feridas. Dos mortos, 26 morreram no local da explosão e seis no hospital. Dos feridos, 46 foram hospitalizados, cinco dos quais estavam em estado crítico.
Seis crianças estavam entre os feridos, incluindo uma menina com queimaduras para mais de 90% de seu corpo.  As casas próximas foram danificadas significativamente e grande parte do mercado foi destruída na explosão.
A causa da explosão é desconhecida, mas as fontes alegaram preliminarmente que a pólvora dos fogos de artifício iniciou a detonação. Estavam presentes no mercado cerca de 300 toneladas de fogos de artifício.

## Reação
José Manzur, representante do governo do Estado do México, afirmou que todas as contas fúnebres e médicas dos mortos e feridos serão pagas pelo governo. O presidente Enrique Peña Nieto ofereceu suas condolências e ordenou que as agências federais coordenassem com as autoridades estaduais para ajudar as famílias das pessoas afetadas, particularmente na assistência médica. Germán Galicia Cortes, presidente do Mercado de San Pablito, disse que os vendedores receberiam assistência do governo para cobrir suas perdas e se comprometeu a reabrir o mercado. O escritório do procurador-geral federal iniciou uma investigação sobre o incidente, com investigadores forenses levados ao local em 21 de dezembro.